# Colchester (Illinois)
Colchester es una ciudad ubicada en el condado de McDonough en el estado estadounidense de Illinois. En el Censo de 2010 tenía una población de 1401 habitantes y una densidad poblacional de 540,93 personas por km².

## Geografía
Colchester se encuentra ubicada en las coordenadas 40°25′31″N 90°47′32″O / 40.42528, -90.79222. Según la Oficina del Censo de los Estados Unidos, Colchester tiene una superficie total de 2.59 km², de la cual 2.59 km² corresponden a tierra firme y (0%) 0 km² es agua.

## Demografía
Según el censo de 2010, había 1401 personas residiendo en Colchester. La densidad de población era de 540,93 hab./km². De los 1401 habitantes, Colchester estaba compuesto por el 98.72% blancos, el 0.07% eran afroamericanos, el 0.29% eran amerindios, el 0.14% eran asiáticos, el 0% eran isleños del Pacífico, el 0.5% eran de otras razas y el 0.29% pertenecían a dos o más razas. Del total de la población el 1.07% eran hispanos o latinos de cualquier raza.